# Sakésho
Sakésho est un groupe de jazz caribéen français.

## Biographie
Les membres du groupe sont Mario Canonge (piano), Michel Alibo (basse) et Jean-Philippe Fanfant (batterie) ; tous nés dans les Caraïbes françaises (de Martinique et de Guadeloupe), plus le nord-américain Andy Narell (steelpan). Le 25 juillet 2002, ils sortent leur premier album, l'homonyme Sakésho, au label Heads Up,.
En 2005, ils sortent leur deuxième album, We Want You to Say. Le groupe joue souvent à New York, avec quelques concerts notables en 2004 et 2006.

## Style musical
Sakésho compose autour de la biguine, et de la musique poly-rythmique des Caraïbes françaises.

## Discographie
- 2002 : Sakésho
- 2005 : We Want You to Say